# Fugida de les Oques Salvatges

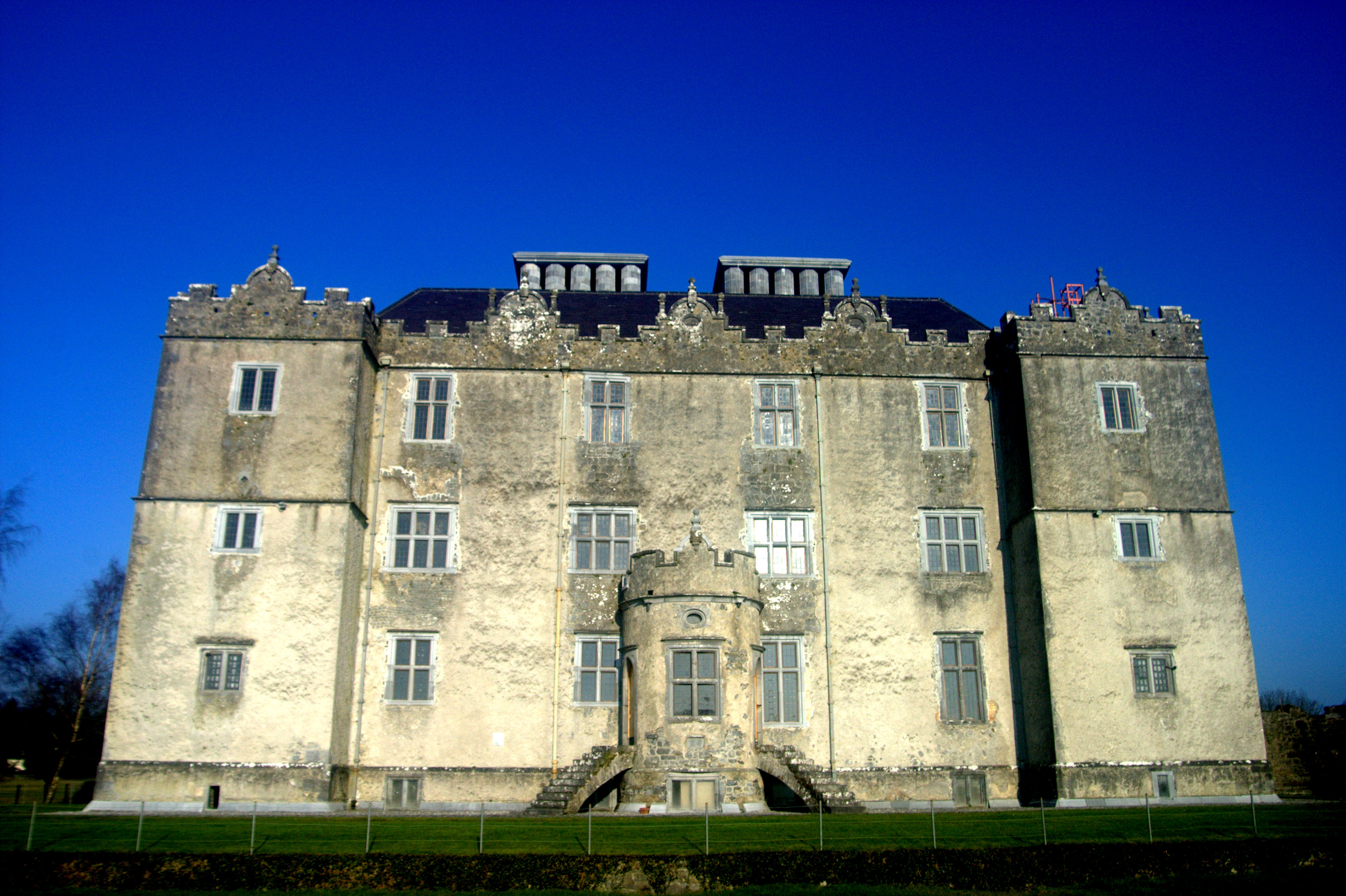
castell de Portumna. Museu patrimonial de les Oques Salvatges.

La Fugida de les Oques Salvatges fa referència a la partida dels exèrcits jacobites irlandesos dirigits per Patrick Sarsfield amb direcció a França, segons els termes del Tractat de Limerick de 3 d'octubre de 1691 que va posar fi a la Guerra Guillemita d'Irlanda. En un sentit més ampli, l'expressió «Oques Salvatges» fa referència als soldats irlandesos que van abandonar la seva pàtria per servir en exèrcits continentals europeus durant els segles XVI, XVII i xviii o, en un sentit més poètic, fins i tot als soldats irlandesos en exèrcits britànics fins a la Primera Guerra Mundial.

## Exèrcit espanyol
Les primeres tropes irlandeses que van servir com a unitat per a una potència continental van formar un regiment irlandès en l'exèrcit de Flandes espanyol durant la Guerra dels Vuitanta Anys, en la dècada dels 80 del segle xvi. Aquest regiment havia estat organitzat per Sir William Stanley, un noble catòlic anglès que havia reclutat a Irlanda nadius irlandesos i mercenaris als qui les autoritats angleses volien fos de l'illa. (Vegeu Reconquesta Tudor d'Irlanda) 
La reina Isabel I havia ordenat Stanley que el regiment combatés en el costat anglès, en suport de les Províncies Unides dels Països Baixos. No obstant això, els factors religiosos i els suborns espanyols van aconseguir que Stanley es passés al bàndol espanyol amb tot el seu regiment. En 1598, l'espanyol Diego Brochero escrivia en aquests termes al rei Felip III:
| « | que tots els anys Vostra Majestat ordeni reclutar a Irlanda alguns soldats irlandesos, que són gent dura i forta i ni el fred ni el mal menjar maten fàcilment com farien amb els espanyols, ja que a la seva illa, que és molt més freda que aquesta, estan gairebé nus, dormen al sòl i mengen pa de civada, carn i aigua sense beure mai vi. | » |

La unitat va combatre als Països Baixos fins a 1600, quan va ser desmantellada per les elevades pèrdues causades pel combat i les malalties.
Després de la derrota del bàndol gaèlic en la Guerra dels Nou Anys, en 1607 va tenir lloc l'episodi conegut com la Fugida dels Comtes. Hugh O'Neill, comte de Tyrone, Rory O'Donnell, I Comte de Tyrconnell i Donal O'Sullivan, senyor de Beare i Bantry, juntament amb diversos dels seus seguidors, van partir de l'Ulster amb l'esperança d'aconseguir ajuda espanyola per prosseguir les revoltes a Irlanda, però Felip III d'Espanya, que acabava de signar la pau amb Jaume I d'Anglaterra, no estava disposat, ni tenia massa capacitat per reiniciar la guerra amb Anglaterra.
Després de la negativa del monarca espanyol, els irlandesos van formar un nou regiment a Flandes, dirigit per la noblesa gaèlica i format pels seus seguidors i vassalls a Irlanda. Aquest regiment tenia una inspiració política molt més evident que el seu antecessor i era obertament hostil al governo protestant anglès a Irlanda. Estava encapçalat per John O'Neill, fill del comte de Tyrone, i entre els seus principals comandaments van estar Owen Roe O'Neill i Hugh Dubh O'Neill, membres de la família de l'Ulster que jugarien un paper destacat en les Guerres confederades d'Irlanda.
A principis del segle xvii, la prohibició d'exercir càrrecs polítics i militars pels catòlics a Irlanda va proporcionar una nova font de reclutes als regiments irlandesos estrangers. Com a conseqüència d'aquesta prohibició, les unitats irlandeses al servei d'Espanya van començar a poblar-se amb anglesos vells catòlics, com Thomas Preston i Garret Barry. La seva postura era més favorable a Anglaterra que la dels seus companys gaèlics, la qual cosa va originar cert enfrontament sobre els plans d'invasió d'Irlanda amb exèrcits irlandesos en 1627. El regiment va estar aquarterat a Brussel·les durant la treva de 1609–1621 en la Guerra dels Vuitanta Anys, i els seus membres van mantenir contacte amb el clergat catòlic irlandès establert en el seminari d'aquesta ciutat, donant origen als famosos Col·legis Irlandesos.
Moltes de les tropes irlandeses al servei d'Espanya van tornar a Irlanda en esclatar la rebel·lió irlandesa de 1641 i van passar a engrossir les files de la Irlanda Confederada durant la guerra. Quan els exèrcits confederats van ser derrotats pel Nou Exèrcit Model i Irlanda va ser totalment sotmesa després de la conquesta d'Oliver Cromwell, entorn de 34.000 soldats van fugir de l'illa buscant treball en Espanya. Alguns d'ells desertarien posteriorment o es passarien al servei de França, que oferia condicions molt més favorables. En l'època de les Guerres Napoleòniques existien encara tres regiments irlandesos d'infanteria en l'exèrcit espanyol: l'Irlanda, creat en 1698, l'Hibernia, en 1709, i l'Ultonia, també de 1709. Els tres regiments van ser desbandats en 1815.

## Exèrcit francès

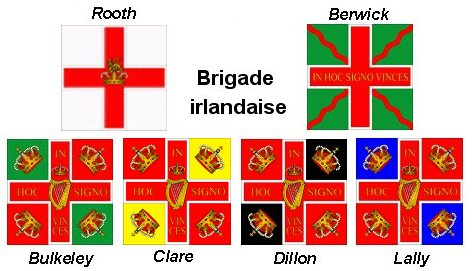
Banderes dels regiments irlandesos al servei de França

A partir d'intervinguts del segle xvii, França va desbancar a Espanya com a destinació dels catòlics irlandesos a la recerca de carrera militar. El motiu principal va ser l'estel ascendent de França com a potència, la qual cosa incrementava el seu esforç militar, mentre que Espanya era una potència en decadència.
França va reclutar moltes tropes estrangeres: alemanys, italians, valons i suïssos. André Corvisier, expert en els arxius militars de França, estima que les tropes no franceses aconseguien el 12% del total dels efectius militars gals en temps de pau i el 20% en època de guerra. Igual que la resta de les tropes estrangers, els regiments irlandesos rebien sous més elevats que els seus companys francesos. Tant els regiments irlandesos com els suïssos vestien uniforme vermell, encara que sense cap relació amb les casaques de l'exèrcit britànic.
El punt d'inflexió va arribar durant la Guerra Guillemita d'Irlanda (1688-1691), quan Lluís XIV de França va recolzar militar i econòmicament als jacobites irlandesos. A canvi dels 6.000 homes enviats en suport de Jaume II, el rei francès va exigir el préstec d'altres 6.000 reclutes irlandesos per a la seva ocupació en la Guerra dels Nou Anys contra els holandesos. Això homes, capitanejats per Justin McCarthy, vescomte de Mountcashel, formarien el nucli de la Brigada Irlandesa.
Posteriorment, quan els jacobites irlandesos de Patrick Sarsfield es van rendir a les tropes guillemites angleses en el Tractat de Limerick, es va autoritzar a tots ells a abandonar Irlanda i incorporar-se al servei en l'exèrcit francès. L'èxode de Sarsfield incloïa 14.000 soldats i 10.000 dones i nens. Aquesta emigració és coneguda popularment a Irlanda com la «Fugida de les Oques Salvatges».
Al principi, aquestes unitats no es van integrar directament en l'Exèrcit Francès, sinó que van ser assignades a la cort en l'exili de Jaume II, el rei destronat per la Revolució Gloriosa, a qui Lluís considerava rei legítim d'Anglaterra, Irlanda i Escòcia. Més tard van ser incorporades a la Brigada Irlandesa.
Igual que els primers cossos irlandesos de l'exèrcit espanyol, els regiments irlandesos de França estaven molt polititzats, composts per catòlics irlandesos desposseïts de la seva terra i compromesos amb la restauració dels Stuart en Gran Bretanya i Irlanda. Una de les fites més importants en la història de la Brigada va ser la batalla de Fontenoy de 1745 contra els britànics.
Fins a 1745, els catòlics irlandesos en l'exili podien reclutar soldats irlandesos per al seu servei a França. Les autoritats britàniques consideraven preferible aquesta pràctica abans que els efectes potencialment explosius d'una gran massa de joves catòlics aturats en edat militar. No obstant això, després que un destacament irlandès pertanyent a l'exèrcit francès (format per membres de cadascun dels regiments integrants de la Brigada Irlandesa i designat com els «Piquers irlandesos») fos utilitzat durant l'Aixecament jacobita de 1745 a Escòcia, els britànics es van adonar dels perills d'aquesta política i van prohibir el reclutament a Irlanda per a exèrcits estrangers. A partir d'aquí, el rang i naturalesa de les unitats irlandeses al servei de França van tenir cada vegada un component irlandès menor, encara que els oficials van seguir reclutant-se a Irlanda.
Durant la Guerra dels Set Anys, es va tractar de reclutar tropes entre els presoners irlandesos de guerra o desertors de l'Exèrcit Britànic. D'una altra forma, el reclutament es veia limitat a un petit grup de voluntaris irlandesos capaços d'arribar a França pels seus propis mitjans, o als descendents d'antics membres de la Brigada Irlandesa. Durant la Guerra dels Set Anys, existien a França els regiments irlandesos de Bulkeley, Clare, Dillon, Rooth, Berwich i Lally. Hi havia a més el regiment de cavalleria FitzJames. Per a finals del segle xviii, fins i tot els oficials dels regiments pertanyien a famílies francoirlandeses que portaven ja diverses generacions a França. Malgrat ser francesos en tot, excepte en el nom, aquestes famílies es mostraven orgulloses de la seva ascendència irlandesa.
Després de l'esclat de la Revolució francesa, la Brigada Irlandesa va deixar d'existir com a entitat independent el 21 de juliol de 1791, quan els 12 regiments estrangers no suïssos al servei de França van ser integrats en la infanteria de l'Exèrcit Francès, perdent el seu estatus, títols i uniformes. Molts van abandonar el servei en 1792 després de la deposició de Lluís XVI de França, ja que havien jurat lleialtat al rei i no al poble. Napoleó Bonaparte acolliria posteriorment una petita partida irlandesa de veterans de la rebel·lió irlandesa de 1798.

## Exèrcit austríac
Durant tot aquest període, va haver-hi també un important nombre d'oficials i soldats irlandesos que van ser incorporats als exèrcits austríacs de l'Imperi Habsburg, molts d'ells amb base en Praga. El més famós va ser Peter Lacy, que va arribar a ser mariscal de camp de l'exèrcit rus, el fill del qual Franz Moritz von Lacy va destacar en el servei austríac. També mereix ser esmentat el col·lega de Lacy Maximilian Ulysses Browne, Comandant en cap de l'exèrcit austríac en la batalla de Lobositz. Molt abans, en 1634 durant la Guerra dels Trenta Anys, oficials irlandesos encapçalats per Walter Deveraux van assassinar al general Albrecht von Wallenstein seguint ordres de l'Emperador. El reclutament per a l'exèrcit austríac va ser especialment habitual a les terres mitjanes d'Irlanda i amb les famílies Taaffe, Nugent, O'Neillan i O'Rourke.

## Exèrcit suec
En 1609 Arthur Chichester, aleshores Lord Diputat d'Irlanda, va deportar 1.300 rebels de la zona de l'Ulster amb destinació a l'Exèrcit Suec. No obstant això, influenciats pel clergat catòlic, molts d'ells van desertar i es van passar al bàndol polonès.

## Exèrcit italià
Malgrat ser menys conegut, l'antic i tradicional mestiere delle armi a Itàlia va ser també un ofici ben conegut per als irlandesos. El terç manat per Lucas Taf (entorn de 500 homes) va servir a Milà cap a 1655. L'Exèrcit de Savoia admetia irlandesos, però a Itàlia els irlandesos estaven organitzats i dirigits per l'administració espanyola. En 1694 existia un regiment a Milà compost exclusivament per irlandesos. Al voltant del 3–4% dels 20.000 soldats de l'exèrcit espanyol a Milà eren irlandesos. No és una xifra excessivament elevada, però denota certa importància.
En aquest context, James Francis Fitz-James Stuart, duc de Berwick i Llíria (1696–1739) és un exemple de l'èxit aconseguit. Va començar el seu servei a la Monarquia en 1711 i va arribar a ser Tinent General (1732), ambaixador en Rússia, Àustria i Nàpols, on va morir.
En 1702, una companyia de granaders irlandesos dirigida per Francis Terry va entrar al servei de Venècia. Aquesta companyia de jacobites exiliats va servir a Zara fins a 1706. Terry es va convertir en coronel d'un regiment de dracs venecià, que la seva família seguiria dirigint fins a 1797. Els uniformes del regiment eren vermells i blaus seguint la tradició irlandesa. El Regiment de Limerick, format per jacobites irlandesos, va ser transferit del servei espanyol al del Regne de Sicília en 1718.

## El final de les Oques Salvatges
El reclutament d'irlandesos per exèrcits continentals es va esgotar després de la seva il·legalització en 1745. En 1732, Charles Wogan escrivia a Jonathan Swift, degà de la catedral de Sant Patrici de Dublín, que 120.000 irlandesos havien resultat morts o ferits en exèrcits estrangers «en aquests quaranta anys», al que Swift contestaria:
| « | No puc sinó tenir en alta estima a aquests cavallers d'Irlanda qui, amb tot en contra seu i sent exiliats i estrangers, han estat capaços de distingir-se pel seu valor i comportament arreu d'Europa, sobre totes les altres nacions, considero. | » |

Algun temps més tard, el govern britànic va començar a utilitzar el potencial dels catòlics irlandesos per reforçar els seus propis exèrcits. Així, a la fi del segle xviii, l'aplicació de les lleis penals d'Irlanda va ser suavitzada gradualment, i en la dècada dels 90 es va permetre novament als catòlics l'ús de les armes.
A partir de llavors, els britànics van començar a reclutar regiments irlandesos, destacant entre altres els Connaught Rangers. S'ha estimat que fins al 40% de les tropes al comandament de Wellington durant les Guerres Peninsulars eren irlandeses. Cap a 1830, el 42% de les tropes britàniques eren irlandeses (41% anglesos). Diverses unitats irlandeses van ser creades durant el segle xix.
En 1914, els regiments específicament irlandesos en l'Exèrcit Britànic comprenien el Regiment Príncep de Gal·les de Leinster, els Reials fusellers de Dublín, els Guàrdies Irlandesos, el Real Regiment Irlandès, els Fusellers Reials d'Inniskilling, els Reals Rifles Irlandesos, els Reials fusellers irlandesos, els Connaught Rangers i els Reials Fusellers de Munster. Amb la creació de l'Estat Lliure Irlandès en 1922, cinc d'aquests regiments van ser desbandats, fusionant-se la resta en nombroses ocasions entre 1968 i 2006. El Regne Unit conserva encara tres regiments irlandesos: els Guàrdies irlandesos, el Reial Regiment Irlandès i els Rifles irlandesos de Londres.